# Acanthormius balanus
Acanthormius balanus är en stekelart som beskrevs av Papp 1986. Acanthormius balanus ingår i släktet Acanthormius och familjen bracksteklar. Inga underarter finns listade i Catalogue of Life.